# Cryptophyllidae
De Cryptophyllidae zijn een superfamilie van uitgestorven kreeftachtigen uit de klasse van de Ostracoda (mosselkreeftjes).

## Geslacht
- Cryptophyllus Levinson, 1951 †